# أندرو بيري
أندرو بيري (2 يوليو 1976 في المملكة المتحدة - )  (بالإنجليزية: Andrew Perry)‏ هو لاعب كريكت بريطاني. لعب مع Hampshire Cricket Board ‏.